# Oszani Főiskola állomás
Oszan (Osan)i Főiskola állomás a szöuli metró 1-es vonalának  állomása Kjonggi (Gyeonggi) tartomány Oszan (Osan) városában. Az állomás neve ellenére az Oszani Egyetemhez a következő állomás fekszik közelebb. Közel van az állomáshoz a Mulhjanggi (Mulhyanggi) Arborétum (물향기수목원).

## Viszonylatok
| 1-es vonal                            | 1-es vonal                              | 1-es vonal                             |
| ------------------------------------- | --------------------------------------- | -------------------------------------- |
| Szema (Sema) Szojoszan (Soyosan) felé | Kjongbu (Gyeongbu) szakasz személyvonat | Oszan (Osan) Sincshang (Sinchang) felé |
| Korail                                |                                         |                                        |
| Szema (Sema) Szöul felé               | Kjongbu (Gyeongbu) vonal                | Oszan (Osan) Puszan (Busan) felé       |